# Xorn
 (juillet 2025).
Motif : Malgré l'existence de trois interwikis, y-a-t-il assez de sources (y compris sur les interwikis) justifiant la notoriété de ce personnage ?
- Archive Wikiwix
- Bing
- Cairn
- DuckDuckGo
- E. Universalis
- Gallica
- Google
- G. Books
- G. News
- G. Scholar
- Persée
- Qwant
- (zh) Baidu
- (ru) Yandex
- (wd) trouver des œuvres sur Wikidata

| 1. | Préciser le motif de la pose du bandeau. | Précisez le motif de la pose du bandeau en utilisant la syntaxe suivante : {{admissibilité à vérifier\|date=août 2025\|motif=remplacez ce texte par le motif}}            |
| 2. | Informer les utilisateurs concernés.     | Pensez à avertir le créateur de l'article, par exemple, en insérant le code ci-dessous sur sa page de discussion : {{subst:avertissement admissibilité à vérifier\|Xorn}} |

Xorn est un personnage mutant appartenant à l’univers de Marvel Comics. Il est apparu pour la première fois dans New X-Men Annual 2001.
Kuan-Yin Xorn a été créé par Grant Morrison et intégré à l’équipe lors de sa reprise de la série.

## Origine
Kuan-Yin Xorn est né en Chine il y a plusieurs dizaines d’années. C’était un génie au potentiel exceptionnel, mais quand son cerveau fut incinéré à l’adolescence par le micro trou noir qui grandit dans sa tête, le gouvernement communiste l’enferma dans une énorme prison appelée Feng Tu. Le trou noir ne le tua pas et les Chinois tentèrent en vain de l’utiliser comme source d’énergie. Devant l’échec de leurs recherches, ils l’abandonnèrent dans sa cellule où ses incroyables capacités physiques et mentales furent gaspillées.
Lorsque le pouvoir mutant de Kuan-Yin Xorn s'est manifesté, il a provoqué la brûlure de sa tête originale par une petite étoile. Son frère jumeau Shen Xorn a manifesté des pouvoirs similaires mais avec un trou noir à la place de l'étoile. Il a pu utiliser ces capacités de plusieurs façons, mais a été maintenu isolé compte tenu de la nature dangereuse de ses pouvoirs. Même son frère jumeau avait peu de contacts avec lui, car il était détenu dans une prison similaire à celle de Kuan-Yin. Tous deux portaient des masques de fer qui protégeaient les autres des effets de leurs pouvoirs.
Il parvint à s’échapper de la prison mais fut aussitôt re-capturé et une nouvelle prison fut construite autour de lui, à l’endroit où il était tombé, avec les restes de la prison précédente. Il resta assis dans sa cellule pendant des années, jusqu’à ce que son gardien Ao Jun passe un marché avec John Sublime et ses U-Men qui voulaient récolter son cerveau mutant. Il devait lui vendre Xorn, mais il était en fait un contact de la X-Corporation Asie composée de Risque et Domino. Après la mort de Risque, Domino fit appel aux X-Men qui mirent fin au trafic d’organes mutants de John Sublime à Hong Kong. Décidé à mourir, Xorn tenta de faire imploser l'étoile dans son crâne, ce qui aurait détruit la Terre, mais Cyclope parvint à le faire changer d’avis et lui proposa de rejoindre les X-Men pour que son formidable potentiel ne soit plus gaspillé. 
Xorn accepta sa proposition mais s’installa d’abord dans un monastère pour faire le point. Lorsque Cyclope revint le chercher pour voir s’il pouvait guérir le corps de Cassandra Nova dans lequel le Professeur Xavier était prisonnier, ils furent capturés par la Garde Impériale Shi'ar. Ils parvinrent à s’échapper et Xorn guérit le professeur Xavier de sa paralysie après que ce dernier eut réintégré son corps. Il aida les mutants en guérissant certains membres infectés des nano-sentinelles.
Bien que son pouvoir le rendit insensible à la télépathie du Professeur, ce dernier le chargea d’éduquer une classe spéciale à l’Institut. Les élèves eurent tôt fait de mépriser ce nouvel enseignant. Lors d’une attaque des U-Men contre lui et un groupe d’étudiants mutants avec qui il était parti camper, Xorn décima le commando et demanda à Angel, seul témoin de la scène, de garder le secret. À la suite de l’émeute du Gang Oméga à l’Institut, Xorn sembla incapable de soigner Quire.
Plus tard, lorsque Cyclope et Wolverine aidèrent Fantomex à combattre l’Arme Plus, Xorn révéla qu’il était en réalité Magnéto et qu’il avait manipulé les X-Men pendant des semaines. Après avoir détruit l’Institut, capturé le Professeur Xavier, prit le contrôle de New York, massacré tous les humains se trouvant dans la ville, puis tué Phénix lors du combat contre les X-Men, il fut finalement décapité par Wolverine.
Pour beaucoup, c'était un mystère ce que Xorn (ou Magneto) essayait de faire. À première vue, il semblait que accro à une drogue mutante, il essayait de venger tous ceux qui étaient morts à Genosha et que les humains devaient être éradiqués, et que les X-Men devaient être punis pour avoir même voulu une coexistence pacifique. Mais en réalité, c'était Sublime qui obligeait Xorn à utiliser le visage de la terreur mutante et à détruire et assassiner autant que possible, donc le moment venu, il serait facile de convaincre le monde qu'il fallait s'occuper des mutants, avant qu'ils ne détruisent le reste du monde. Le plan de Sublime a fonctionné pour créer plus d'hystérie, après les événements, les mutants étaient plus détestés et craints que jamais auparavant.
C'est après la mort de Xorn que le Professeur Xavier décida d'aller enterrer dignement son corps à Genosha. Wolverine se proposa alors de l’accompagner, mais sur le chemin les deux hommes se disputèrent sur les pensées de Magnéto envers les humains et le fait qu'il puisse y avoir du bon en lui. Wolverine quitta alors Xavier, le laissant aller enterrer son ami seul. Arrivé à Genosha, Charles eu la surprise de retrouver Magnéto bien vivant en face de lui alors qu'il tenait son cadavre dans ses bras. Il comprit alors que Xorn n'avait jamais été Magnéto comme il l'avait dit, mais qu'il était tout simplement un homme fou qui s'était fait passer pour lui, et que ce n'était donc pas le véritable Magnéto qui avait manipulé les X-Men et tué tous ces gens.

## Pouvoirs
Il a le pouvoir de guérir les blessures des autres quelles qu’elles soient. Il peut projeter de l’énergie et contrôler les forces de gravitation grâce au micro trou noir qui se trouve dans sa tête. L’énergie émise par son visage est si puissante qu’elle peut réduire un humain en cendres en quelques secondes, c’est pourquoi il porte constamment un casque en métal.